# Elektrofor

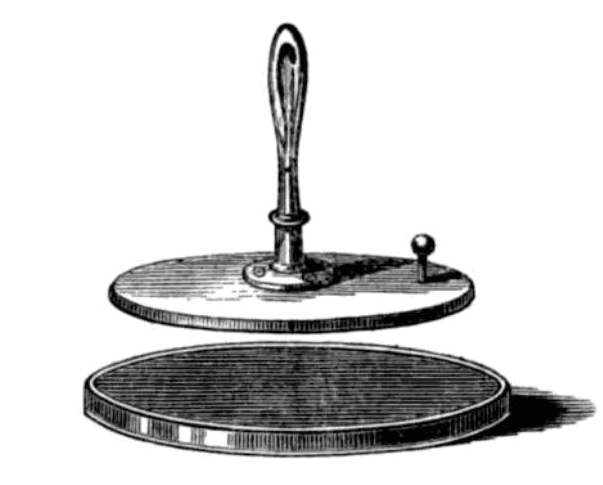
Elektrofor. Rysunek z 1840 r.

Indukowanie ładunku w elektroforze. Rysunek z początków XX w.

Elektrofor – przyrząd, generator ładunku elektrycznego. W jego działaniu wykorzystuje się zjawisko indukcji elektrostatycznej. Skonstruowany został po raz pierwszy przez szwedzkiego fizyka Johana Wilckego, a udoskonalony i spopularyzowany w roku 1775 przez włoskiego fizyka Alessandra Voltę.

## Budowa
Elektrofor składa się z dwóch płyt. Pierwsza nieruchoma płyta jest wykonana z dielektryka (pierwotnie był to wosk lub naturalna żywica, obecnie - tworzywo sztuczne). Druga płyta jest metalowa. Jest ona wyposażona w uchwyt odizolowany od płyty. 

## Generowanie ładunku elektrycznego
W celu naładowania ładunkiem elektrycznym metalowej płyty wykonuje się kolejno następujące czynności
- Przez pocieranie elektryzuje się płytę z dielektryka.
- Płytę metalową przybliża się do naelektryzowanej płyty.
- Podczas zbliżenia uziemia się płytę metalową (można zrobić to przez dotknięcie jej palcem).
- Odłącza się uziemienie.
- Płytę metalową odsuwa się od płyty z tworzywa sztucznego.

## Zasada działania
W wyniku zbliżenia płyty metalowej do naelektryzowanej płyty z dielektryka ma miejsce naelektryzowanie metalowej płyty przez indukcję elektrostatyczną (rozsunięcie się ładunków elektrycznych). Po uziemieniu płyty metalowej i odpływa z niej część ładunku ujemnego, na płycie pozostaje nadmiar ładunku dodatniego, w przybliżeniu równy ładunkowi zgromadzonemu na naelektryzowanej płycie. Po usunięciu uziemienia płyta metalowa jest izolowana i zachowuje zgromadzony na niej ładunek. Po oddaleniu płyta pozostaje nadal naładowana dodatnio.
Czynności elektryzowania płyty metalowej od płyty z tworzywa sztucznego można powtarzać wielokrotnie, dopóki ta druga jest naelektryzowana.
Z elektrycznego punktu widzenia elektrofor może być traktowany jako kondensator o ruchomych płytkach. Przy czym płytka dielektryczna ma stały ujemny ładunek.